# Magritte du meilleur acteur
Le Magritte du meilleur acteur est une récompense décernée depuis 2011 par l'Académie André Delvaux, laquelle décerne également tous les autres Magritte du cinéma.

## Palmarès

### Années 2010
| Année | Acteur               | Film                            |
| ----- | -------------------- | ------------------------------- |
| 2011  | Jonathan Zaccaï      | Élève libre                     |
| 2011  | Thierry Hancisse     | La Régate                       |
| 2011  | Mounir Ait Hamou     | Les Barons                      |
| 2011  | Olivier Gourmet      | Un ange à la mer                |
| 2012  | Matthias Schoenaerts | Tête de bœuf (Rundskop)         |
| 2012  | Dominique Abel       | La Fée                          |
| 2012  | Benoît Poelvoorde    | Les Émotifs anonymes            |
| 2012  | Jonathan Zaccaï      | Quartier lointain               |
| 2013  | Olivier Gourmet      | L'Exercice de l'État            |
| 2013  | Jérémie Renier       | Cloclo                          |
| 2013  | Matthias Schoenaerts | De rouille et d'os              |
| 2013  | Benoît Poelvoorde    | Le Grand Soir                   |
| 2014  | Benoît Poelvoorde    | Une place sur la Terre          |
| 2014  | Sam Louwyck          | La Cinquième Saison             |
| 2014  | François Damiens     | Tango libre                     |
| 2014  | Jan Hammenecker      | Tango libre                     |
| 2015  | Fabrizio Rongione    | Deux jours, une nuit            |
| 2015  | François Damiens     | Je fais le mort                 |
| 2015  | Benoît Poelvoorde    | Les Rayures du zèbre            |
| 2015  | Bouli Lanners        | Lulu femme nue                  |
| 2016  | Wim Willaert         | Je suis mort mais j'ai des amis |
| 2016  | François Damiens     | La Famille Bélier               |
| 2016  | Jérémie Renier       | Ni le ciel ni la terre          |
| 2016  | Bouli Lanners        | Tous les chats sont gris        |
| 2017  | Jean-Jacques Rausin  | Je me tue à le dire             |
| 2017  | Aboubakr Bensaihi    | Black                           |
| 2017  | François Damiens     | Les Cowboys                     |
| 2017  | Bouli Lanners        | Les Premiers, les Derniers      |
| 2018  | Peter Van Den Begin  | King of the Belgians            |
| 2018  | Jérémie Renier       | L'Amant double                  |
| 2018  | Matthias Schoenaerts | Le Fidèle                       |
| 2018  | François Damiens     | Ôtez-moi d'un doute             |
| 2019  | Victor Polster       | Girl                            |
| 2019  | Benoît Poelvoorde    | Au poste !                      |
| 2019  | François Damiens     | Mon Ket                         |
| 2019  | Olivier Gourmet      | Tueurs                          |

### Années 2020
| Année | Acteur            | Film                                |
| ----- | ----------------- | ----------------------------------- |
| 2020  | Bouli Lanners     | C'est ça l'amour                    |
| 2020  | Kevin Janssens    | De Patrick                          |
| 2020  | Marc Zinga        | La Miséricorde de la jungle         |
| 2020  | Benoît Poelvoorde | Le Grand Bain                       |
| 2022  | Jean Le Peltier   | Une vie démente                     |
| 2022  | Bouli Lanners     | Cette musique ne joue pour personne |
| 2022  | Arieh Worthalter  | Serre moi fort                      |
| 2022  | Jérémie Renier    | Slalom                              |
| 2023  | Bouli Lanners     | La Nuit du 12                       |
| 2023  | Soufiane Chilah   | Animals                             |
| 2023  | Benoît Poelvoorde | Inexorable                          |
| 2023  | Jérémie Renier    | L'Ennemi                            |
| 2023  | Aboubakr Bensaihi | Rebel                               |
| 2024  | Arieh Worthalter  | Le Procès Goldman                   |
| 2024  | Bouli Lanners     | Un coup de maître                   |
| 2024  | Jérémie Renier    | Ailleurs si j'y suis                |
| 2024  | Marc Zinga        | Augure                              |

## Nominations multiples
Deux récompense et cinq nominations :
- Bouli Lanners : récompensé en 2020 pour C'est ça l'amour et en 2023 pour La Nuit du 12, et nommé en 2015 pour Lulu femme nue, en 2016 pour Tous les chats sont gris, en 2017 pour Les Premiers, les Derniers, en 2022 pour Cette musique ne joue pour personne et en 2024 pour Un coup de maître.

Une récompense et six nominations :
- Benoît Poelvoorde : récompensé en 2014 pour Une place sur la Terre, et nommé en 2012 pour Les Émotifs anonymes, en 2013 pour Le Grand Soir, en 2015 pour Les Rayures du zèbre, en 2019 pour Au poste !, en 2020 pour Le Grand Bain et en 2023 pour Inexorable.

Une récompense et deux nominations :
- Matthias Schoenaerts : récompensé en 2012 pour Tête de bœuf, et nommé en 2013 pour De rouille et d'os et en 2018 pour Le Fidèle.
- Olivier Gourmet : récompensé en 2013 pour L'Exercice de l'État, et nommé en 2011 pour Un ange à la mer et en 2019 pour Tueurs.

Une récompense et une nomination : 
- Jonathan Zaccaï : récompensé en 2011 pour Élève libre, et nommé en 2012 pour Quartier lointain.

Six nominations :
- François Damiens : en 2014 pour Tango libre, en 2015 pour Je fais le mort, en 2016 pour La Famille Bélier, en 2017 pour Les Cowboys, en 2018 pour Ôtez-moi d'un doute et en 2019 pour Mon Ket.
- Jérémie Renier : en 2013 pour Cloclo, en 2016 pour Ni le ciel ni la terre, en 2018 pour L'Amant double, en 2022 pour Slalom, en 2023 pour L'Ennemi et en 2024 pour Ailleurs si j'y suis.

Deux nominations :
- Aboubakr Bensaihi : en 2017 pour Black et en 2023 pour Rebel.